# Hot dog de Costco

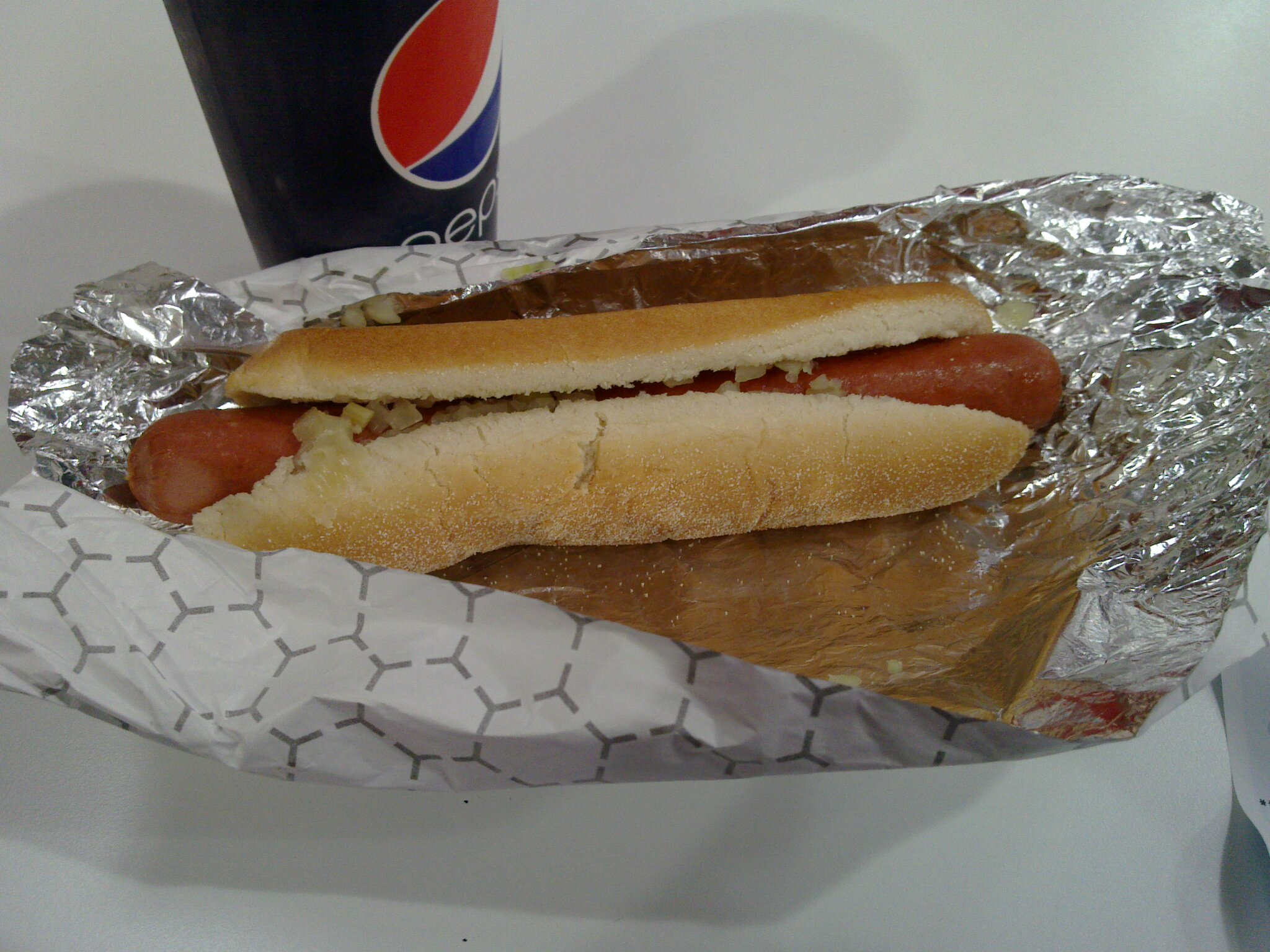
Un combo de hot dog y refresco en Costco.

El hot dog de Costco es un hot dog que se vende en los patios de comidas del club de almacenes internacional Costco. Se destaca por su precio, que se ha mantenido estable en 1,50 dólares en un paquete combinado que incluye un refresco en establecimientos de Estados Unidos desde su introducción en 1984. Ese precio se ha vuelto cada vez más bajo en relación con la inflación y generó un culto de aficionados.

## Historia

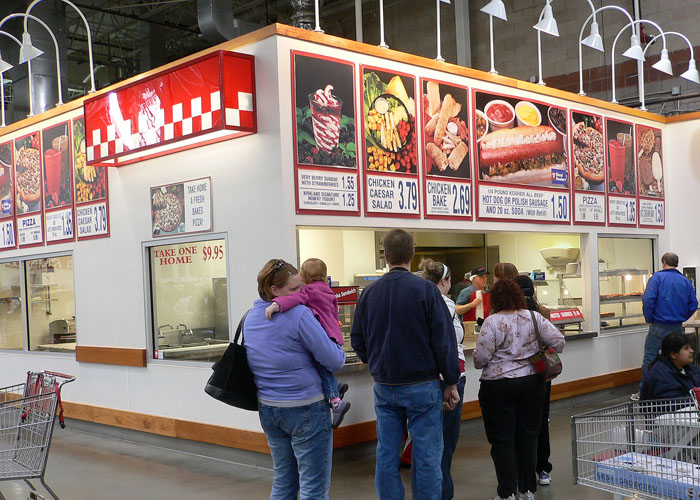
Un menú del patio de comidas de Costco, con el cartel de oferta combinada de hot dog y refrescos

El hot dog de Costco se introdujo en los patios de comidas en 1984, un año después de la apertura de Costco en 1983. El hot dog original fue elaborado por Hebrew National, y se vendió en un carrito de hot dogs afuera de una ubicación de Costco en San Diego. El precio se fijó en 1,50 dólares en su lanzamiento y se ha mantenido en 1,50 dólares desde entonces. El producto varía según los países; la versión estadounidense consiste en una salchicha marca Kirkland con un panecillo de sésamo. Se vende como parte de un acuerdo combinado con un refresco de a 20 US fl oz (590 mL).
En 2008, Costco comenzó a utilizar sus propias fábricas de hot dogs, reduciendo los costos de la cadena de suministro. Una instalación de procesamiento de carne de Costco en Tracy, California, que existía desde 2004, comenzó a producir hot dogs en 2011, y producía tanto los hot dogs que se vendían en el patio de comidas como los hot dogs más pequeños que se vendían en paquetes. El cambio también marcó el comienzo del uso de carne de res no kosher. Se abrió otra instalación en Morris, Illinois en 2018.
Las fuentes de refrescos en los patios de comidas de Costco estuvieron abastecidas con productos de Coca-Cola hasta 2013, cuando Costco cambió a productos de Pepsi como medida de ahorro de costos para el combo.
En 2018, Costco vendió un promedio anual de 135 millones de hot dogs, más que todos los estadios de las Grandes Ligas de Béisbol combinados.
En 2022, el director financiero de Costco, Richard Galanti, declaró que Costco tiene la intención de mantener constante el precio del acuerdo combinado «para siempre».

### Versiones internacionales
En Estados Unidos, la oferta combinada de hot dog y refresco cuesta 1,50 dólares (USD). En Australia y Nueva Zelanda, el hot dog está hecho de carne de cerdo y se vende con un refresco grande por $1,99 (AUD/NZD). En Canadá, el precio de un hot dog y refresco con recarga es de C$ 1,50. En México, el hot dog está hecho 100% de carne de res e incluye una bebida (con recargas) por MXN$ 35. En el Reino Unido, el hot dog también se elabora con carne de res y los clientes también reciben una bebida (con recargas) por £ 1,50. En Taiwán y Japón, el hot dog se elabora con carne de cerdo. El precio de Japón por sus 120 g (4,2 oz) hot dog y bebida recargable de 600 ml cuesta ¥ 180.

## Impacto cultural
El acuerdo combinado de hot dog y refrescos ha desarrollado un culto de aficionados. Existen varios diseños de camisetas que se venden en línea y que celebran el letrero del patio de comidas que anuncia el combo.
En 2009, The Seattle Times preguntó al cofundador (y entonces director ejecutivo) de Costco, Jim Sinegal: «Si [el precio del hot dog] alguna vez sube, ¿qué significará?» Sinegal respondió: «Que estoy muerto».
Craig Jelinek, el actual director ejecutivo de Costco, reveló en 2018 que se acercó a Sinegal para aumentar el precio del combo de hot dog y le dijo: «Jim, no podemos vender este hot dog por un dólar cincuenta. Estamos perdiendo el trasero». Según Jelinek, Sinegal respondió: «Si levantas [el precio de] el maldito hot dog, te mataré. Descúbrelo [el modo de mantener el precio]».
Sam's Club, un competidor de Costco, redujo el precio de su oferta combinada de hot dog y refrescos a $1,38 en noviembre de 2022 en un intento de competir con el hot dog de Costco.

## Análisis
Existen varias explicaciones de por qué Costco decide seguir vendiendo su combinación de hot dogs a un precio inusualmente bajo.
Cuando se le preguntó por qué el precio del hot dog era importante para él, Jim Sinegal dijo: «Porque todo el mundo habla de ello. La gente mira ese hot dog y dice 'un dólar cincuenta, esto es increíble'». Continuó: «Somos conocidos por ese hot dog. Es algo con lo que no te metes».
Según David Fuller, vicepresidente adjunto de publicaciones, «Costco quería demostrar que una empresa puede operar con un margen de beneficio justo y aun así pagar todas sus facturas. Mantener un precio estable durante tanto tiempo envía un mensaje claro sobre lo que es posible cuando decide operar su modelo de negocio sobre la base de 'costo plus' en lugar de 'lo que el mercado soportará'». El vicepresidente de Costco, Bob Nelson, afirmó que «representa el valor que defendemos».
Algunos comentaristas y empleados han llamado al hot dog un gancho comercial, ya que atrae suficientes clientes para compensar la pérdida de ganancias. El director financiero de Costco, Richard Galanti, no confirmó ni negó directamente esta teoría, pero comentó que «no hace falta decir que no estamos obteniendo mucha ni ninguna» ganancia con los productos del patio de comidas.
Algunos también han teorizado que la popularidad del patio de comidas, que se encuentra cerca de la entrada en las ubicaciones de Costco, crea una atmósfera acogedora, que atrae a más clientes y fomenta la retención de clientes.